# Festival Internacional de Cine de Cannes de 2009
La 62ª edición del Festival de Cannes se desarrolló entre el 13 y el 24 de mayo de 2009. La presidenta del jurado fue Isabelle Huppert, dos veces ganadora del premio a la mejor actriz en el festival, en el de 1978 por Violette Nozière y en el de 2001 por La pianiste. La Palma de oro a la mejor película fue para La cinta blanca de Michael Haneke.
El festival se abrió con la proyección en 3D de Up  y se cerró con la de Coco Chanel & Igor Stravinsky de Jan Kounen.
El director estadounidense Clint Eastwood se convirtió en la segunda persona que recibió la Palma de Oro honorífico, un galardón que se concede a directores que han labrado una gran trayectoria sin haber ganada nunca el máximo galardón del festival.

## Jurado

### Concurso

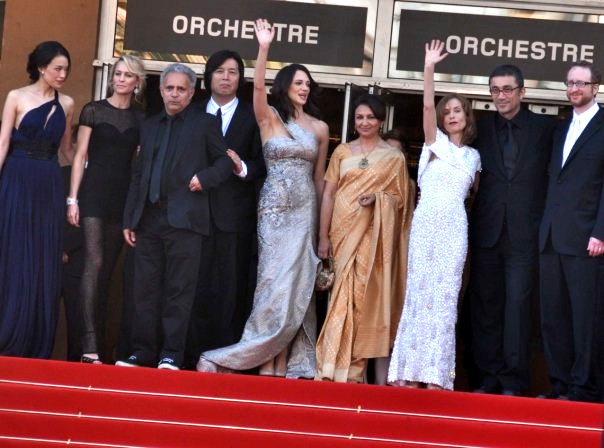
Jurado del festival.

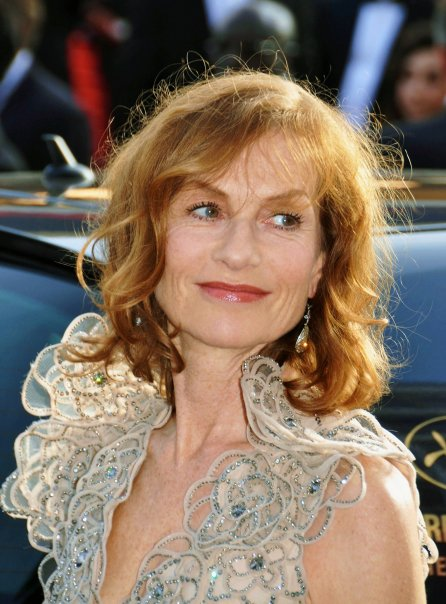
Isabelle Huppert, Presidenta del jurado

Las siguientes personas fueron nombradas para formar parte del jurado de la sección principal en la edición de 2009:
- Isabelle Huppert, actriz (Francia) - presidente
- Asia Argento, actriz (Italia)
- Nuri Bilge Ceylan, director (Turquía)
- Lee Chang-dong, director (Corea del Sur)
- James Gray, director (Estados Unidos)
- Hanif Kureishi, escritor (Reino Unido)
- Shu Qi, actriz (Taiwán)
- Robin Wright Penn, actriz (Estados Unidos)
- Sharmila Tagore, actriz (India)

### Un Certain Regard
Las siguientes personas fueron nombradas para formar parte del jurado de Un Certain Regard de 2009:

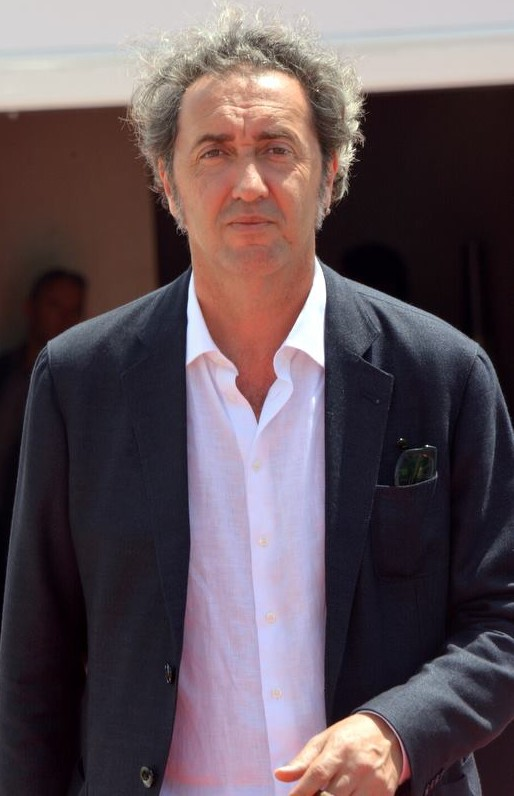
Paolo Sorrentino, Presidente del Jurado de Un Certain Regard

- Paolo Sorrentino, director (Italia) - presidente
- Uma Da Cunha (India)
- Julie Gayet, actriz (Francia)
- Piers Handling (Canadá)
- Marit Kapla (Suecia)

### Camera d'or
Las siguientes personas fueron nombradas para formar parte del jurado de la Caméra d'Or de 2009:
- Roschdy Zem, attore (Francia) - presidente
- Diane Baratier, director de fotografía (Francia)
- Olivier Chiavassa (Francia)
- Sandrine Ray (Francia)
- Charles Tesson (Francia)
- Edouard Waintrop (Suecia)

### Cinéfondation y cortometrajes
Las siguientes personas fueron nombradas para formar parte del jurado de la sección Cinéfondation y de la competición de cortometrajes:
- John Boorman, director (Reino Unido) - presidente
- Bertrand Bonello, director (Francia)
- Ferid Boughedir, director (Túnez)
- Leonor Silveira, actriz (Portugal)
- Zhang Ziyi, actriz (China)

## Selección oficial

### En Competencia
Las siguientes películas compitieron por la Palma de Oro:
- Los abrazos rotos de Pedro Almodóvar. España.
- Fish Tank de Andrea Arnold. Reino Unido y Holanda.
- Un profeta de Jacques Audiard. Francia.
- Vincere de Marco Bellocchio. Italia, Francia.
- Bright Star de Jane Campion. Australia, Reino Unido y Francia.
- Map of the Sounds of Tokyo de Isabel Coixet. España.
- À l'origine de Xavier Giannoli. Francia.
- La cinta blanca de Michael Haneke. Alemania, Austria y Francia.
- Taking Woodstock de Ang Lee. Estados Unidos.
- Buscando a Eric de Ken Loach. Reino Unido, Francia, Bélgica e Italia.
- Chun feng chen zui de ye wan de Lou Ye. China y Francia.
- Kinatay de Brillante Mendoza. Filipinas.
- Enter the Void de Gaspar Noe. Francia.
- Thirst de Park Chan-wook. Corea del Sur y Estados Unidos.
- Les herbes folles de Alain Resnais. Francia e Italia.
- The Time That Remains de Elia Suleiman. Francia, Bélgica, Italia y Reino Unido.
- Inglourious Basterds de Quentin Tarantino. Estados Unidos.
- Vengeance de Johnnie To. Hong Kong, Francia y Estados Unidos.
- Visage de Tsai Ming-liang. Francia, Taiwán, Holanda y Bélgica.
- Anticristo de Lars Von Trier. Dinamarca, Suecia, Francia e Italia.

### Un certain regard
Las siguientes películas compitieron por Un Certain Regard:
- Mother, de Bong Joon-ho (Corea del Sur).
- Irène, de Alain Cavalier (Francia).
- Precious, de Lee Daniels (Estados Unidos).
- Demain des l'aube, de Denis Dercourt (Francia).
- À deriva, de Heitor Dhalia (Brasil).
- Nadie sabe nada de gatos persas, de Bahman Ghobadi (Irán).
- Los viajes del viento, de Ciro Guerra (Colombia).
- Le père de mes enfants, de Mia Hansen-Løve (Francia/Alemania).
- Amintiri din epoca de aur, de Hanno Höfer, Razvan Marcalescu, Cristian Mungiu, Constantin Popescu, Ioana Uricaru (Rumania).
- Skazka pro temnotu, de Nikolay Khomeriki (Rusia).
- Kuki Ningyo, de Hirokazu Kore-eda (Japón).
- Canino, de Yorgos Lanthimos (Grecia).
- Tzar, de Pavel Lungin (Rusia/Francia).
- Independencia, de Raya Martin (Filipinas/Francia/Alemania).
- Politist, adjectiv, de Corneliu Porumboiu (Rumania).
- Nang mai, de Pen-Ek Ratanaruang (Tailandia).
- Morrer como un homen, de João Pedro Rodrigues (Portugal).
- Eyes Wide Open, de Haim Tabakman (Israel).
- Samson and Delilah, de Warwick Thornton (Australia).
- The Silent Army, de Jean Van De Velde (Holanda).

### Películas fuera de competición
Las siguientes películas fueron seleccionadas para ser proyectadas fuera de competición:
- Ágora, de Alejandro Amenábar.
- Up, de Pete Docter (Estados Unidos) - película de la apertura.
- The Imaginarium of Doctor Parnassus, de Terry Gilliam.
- El ejército del crimen, de Robert Guédiguian.
- Coco Chanel & Igor Stravinsky, de Jan Kounen (Francia).

### Proyección de medianoche
- Panique au village, de Stephane Aubier y Vincent Patar (Bélgica).
- Ne te retourne pas, de Marina de Van (Francia/Bélgica/Luxemburgo/Italia) .
- Arrástrame al infierno, de Sam Raimi (Estados Unidos).

### Proyecciones especiales
Las siguientes películas fueron seleccionadas para ser proyectadas a la sección Proyecciones Especiales:
- My Neighbor, My Killer, de Anne Aghion (Estados Unidos).
- The 13th Day, de Ian y Dominic Higgins (Portugal).
- Manila, de Adolfo Alix Jr. y Raya Martin (Filipinas).
- Cendres et sang, de Fanny Ardant (Francia).
- Min ye, de Souleymane Cissé (Francia/Malí).
- L'epine dans le coeur, de Michel Gondry (Francia).
- No meu lugar, de Eduardo Valente (Brasil/Portugal).
- Jaffa, de Keren Yedaya (Israel/Francia/Alemania).
- Petition, de Zhao Liang (China).

### Cinéfondation
Las siguientes películas fueron seleccionadas para ser proyectadas en la competición Cinéfondation:
- #1, de Noamir Castéra  Bélgica
- Bába, de Zuzana Kirchnerová  Suiza
- El boxeador, de Juan Ignacio Pollio  Argentina
- By the Grace of God , de Ralitza Petrova  Reino Unido
- Chapa, de Thiago Ricarte  Brasil
- Diploma Yaelle Kayam  Israel
- Nammae Ui Jip (남매의 집) , de Jo Sung-hee  Corea del Sur
- Goodbye , de Fang Song  China
- Gutter , de Dan Ransom Day  Estados Unidos
- Bbul 뿔 , de Yim Kyung-dong  Corea del Sur
- Kasia, de Elisabet Llado  Bélgica
- Il Naturalista , de Giulia Barbera  Italia
- Le Contretemps, de Dominique Baumard  Francia
- Malzonkowie, de Dara Van Dusen  Polonia
- Segal , de Yuval Shani  Israel
- Sylfidden , de Dorte Bengtson
- Traverser , de Hugo Frassetto  Francia

### Cortometrajes en competición
Los siguientes cortometrajes compitieron para la Palma de Oro al mejor cortometraje:
- After Tomorrow , de Emma Sullivan  Reino Unido
- Arena , de João Salaviza  Portugal
- Ciao mama, de Goran Odvorcic   Croacia
- Lars og Peter, de Daniel Borgman
- L'Homme À la Gordini , de Jean-Christophe Lie  Francia
- Missen, de Jochem de Vries  Países Bajos
- Klusums, de Laila Pakalniņa  Letonia
- The Six Dollar Fifty Man, de Mark Albiston, Louis Sutherland Nueva Zelanda
- Rumbo a Peor, de Àlex Brendemühl  España

### Cannes Classics
Cannes Classics pone el punto de mira en documentales sobre cine
Documentales sobre cine
- Deux de la Vague , de Emmanuel Laurent |-
- Henri-Georges Clouzot's Inferno , de Serge Bromberg y Ruxandra Medrea
- Images from the Playground  (Bilder från lekstugan), de Stig Björkman
- Pietro Germi - The Good, the Beautiful and the Brave (Pietro Germi - Il bravo, il bello, il cattivo), de Claudio Bondi

Películas restauradas
- Los 400 golpes, de François Truffaut (1959)
- Accident, de  Joseph Losey (1967)
- La aventura (L'Avventura), de Michelangelo Antonioni (1960)
- Señoras y señores (Signore & signori), de Pietro Germi (1966)
- A Brighter Summer Day (牯嶺街少年殺人事件 / Gǔlǐng jiē shàonián shārén shìjiàn), de Edward Yang (1991)
- Los ojos sin rostro (Les yeux sans visage), de Georges Franju (1960)
- Loin du Vietnam, de Chris Marker, Joris Ivens,
Claude Lelouch, Jean-Luc Godard,
William Klein, Agnès Varda
and Alain Resnais (1967)
- God Does Not Believe in Us Any More || An uns glaubt Gott nicht mehr, de Axel Corti (1982)
- The Housemaid || data-sort-value="Hanyeo"| 하녀 / Hanyeo, de Kim Ki-young (1960)
- The Molly Maguires, de Martin Ritt (1970)
- Las vacaciones del Sr. Hulot (Les vacances de Monsieur Hulot), de Jacques Tati (1953)
- La momia || Al-Momia, de Shadi Abdel Salam (1969)
- ¡Agáchate, maldito!  (Giù la testa), de Sergio Leone (1971)
- Pierrot el loco (Pierrto le fou), de Jean-Luc Godard (1965)
- Las zapatillas rojas (The Red Shoes, de Michael Powell, Emeric Pressburger  (1948)
- Los Vulnerables (Victim), de Basil Dearden (1961)
- Wake in Fright, de Ted Kotcheff (1971)
- Redes, de Emilio Gómez Muriel, Fred Zinnemann (1936)

## Secciones paralelas

### Semana Internacional de la Crítica
Los siguientes largometrajes fueron seleccionados para ser proyectados para la 48.ª Semana de la Crítica  (48e Semaine de la Critique):
Películas en competición
- Sirta la gal ba, de Shahram Alidi (Irak)
- Adieu Gary, de Nassim Amaouche (Francia)
- Mal día para pescar, de Álvaro Brechner (Uruguay/Spagna)
- Altiplano, de Peter Brosens e Jessica Woodworth (Bélgica/Alemania/Holanda)
- Huacho, de Alejandro Fernández Almendras (Chile/Francia/Francia)
- Ordinary People, de Vladimir Perisic (Serbia/Francia)
- Lost Persons Area, de Caroline Strubbe (Bélgica)

Cortometrajes en competición
- It's Free for Girls (C’est gratuit pour les filles) de Marie Amachoukeli, Claire Burger (Francia)
- Logorama de François Alaux, Hervé de Crécy, Ludovic Houplain (H5) (Francia)
- Noche adentro de Pablo Lamar (Paraguay, Argentina)
- Runaway de Cordell Barker (Canadá)
- Seeds of the Fall (Slitage) de Patrik Eklund (Suecia)
- Together de Eicke Bettinga (Alemania, Gran  Bretaña)
- Tulum (La Virée) de Dalibor Matanic (Croacia)

Proyección especial
- Rien de personnel, de Mathias Gokalp (Francia)
- Hierro, de Gabe Ibañez (España)
- Lascars (Round da Way) de Albert Pereira-Lazaro, Emmanuel Klotz (Francia)

Cortometrajes
- 1989 de Camilo Matiz (Colombia)
- 6 Hours de Seong-hyeok Moon (Corea del Sur)
- La Baie du renard de Grégoire Colin (Francia)
- Elo de Vera Egito (Brasil)
- Espalhadas pelo Ar (Spread Through the Air) de Vera Egito (Brasil)
- Faiblesses de Nicolas Giraud (Francia)
- Les Miettes (Crumbs) de Pierre Pinaud (Francia)

### Quincena de Realizadores
Las siguientes películas fueron exhibidas en la Quincena de Realizadores de 2009 (Quinzaine des Réalizateurs):
- Karaoke, de Chan Fui Chong (Malasia)
- Tetro, de Francis Ford Coppola (Argentina/España/Italia) - película de apertura
- Ajami, de Scandar Copti e Yaron Shani (Alemania/Israel) - película de clausura
- Ne change rien, de Pedro Costa (Portugal)
- Carcasses, de Denis Coté (Canadá)
- La Pivellina, de Tizza Covi y Rainer Frimmel (Austria)
- Amreeka, de Cherien Dabis (Estados Unidos)
- He matado a mi madre, de Xavier Dolan (Canadá)
- Phillip Morris, ¡te quiero! (I Love You Phillip Morris), de Glenn Ficarra y John Requa (Estados Unidos)
- Daniel y Ana, de Michel Franco (México)
- Le roi de l'évasion, de Alain Guiraudie (Francia)
- Jal Aljido Motamyunseo, de Hong Sangsoo (Corea del Sur)
- Eastern Plays, de Kamen Kalev (Bulgaria)
- Navidad, de Sebastian Lelio (Chile)
- Oxhide II, de Liu Jiayin (China)
- La Terre de la folie, de Luc Moullet (Francia)
- La famille Wolberg, de Axelle Ropert (Francia)
- Go Get Some Rosemary, de Benny y Josh Safdie (Estados Unidos)
- Les Beaux Gosses, de Riad Sattouf (Francia)
- Humpday - Un mercoledì da sballo (Humpday), de Lynn Shelton (Estados Unidos)
- Yuki & Nina, de Nobuhiro Suwa e Hippolyte Girardot (Francia/Japón)
- Here, de Tzu-Nyen Ho (Singapur)
- La lamentabilidad de las cosas, de Felix Van Groeningen (Bélgica)
- Polytechnique, de Denis Villeneuve (Canadá)

Proyecciones especiales
- Montparnasse, de Mikhaël Hers (Francia)

Cortometrajes
- American Minor de Charlie White (8 min)
- Anna de Rúnar Rúnarsson (35 min)
- El ataque de los robots de Nebulosa-5 de Chema García Ibarra (7 min)
- Canção de amor e saúde de João Nicolau (35 min)
- Cicada de Amiel Courtin-Wilson (9 min)
- Drömmar från skogen de Johannes Nyholm (9 min)
- Dust Kid de Jung Yumi (10 min)
- The Fugitives de Guillaume Leiter (25 min)
- The History of Aviation de Bálint Kenyeres (15 min)
- Jagdfieber (The Hunting Fever) de Alessandro Comodin (22 min)
- John Wayne Hated Horses de Andrew T. Betzer (10 min)
- Nice de Maud Alpi (25 min)
- SuperBarroco de Renata Pinheiro (17 min)
- Thermidor de Virgil Vernier (17 min)

## Premios

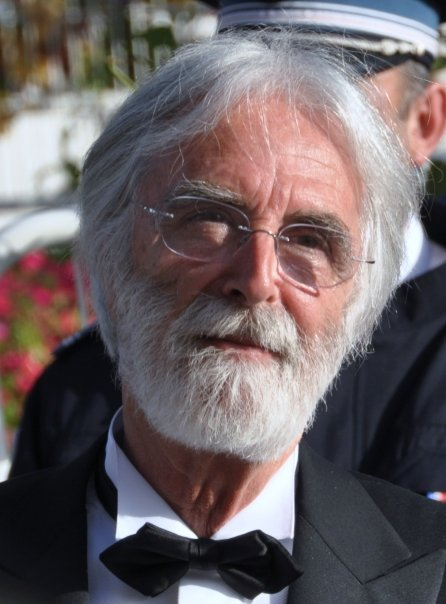
Michael Haneke, ganador de la Palma de Oro de 2009

Los ganadores del Festival de Cannes 2009 fueron:

### En competición
Largometrajes
- Palma de Oro – La cinta blanca de Michael Haneke
- Gran Premio del Jurado – Un profeta de Jacques Audiard.
- Mejor Director – Brillante Mendoza por Kinatay.
- Premio al mejor guion – Spring Fever de Lou Ye.
- Mejor Actriz – Charlotte Gainsbourg por Anticristo.
- Mejor Actor – Christoph Waltz por Malditos bastardos.
- Premio del Jurado:
  - Bakjwi de Park Chan-wook.
  - Fish Tank de Andrea Arnold.
- Premio a la trayectoria por su trabajo y su contribución excepcional a la historia del cine – Alain Resnais.

Un Certain Regard
- Premio Un Certain Regard – Canino de Yorgos Lanthimos.
- Premio del Jurado – Police, Adjective de Corneliu Porumboiu.
- Premio especial del Jurado ex aequo:
  - Nadie sabe nada de gatos persas de Bahman Ghobadi.
  - Le père de mes enfants de Mia Hansen-Løve.

Cinéfondation
- Primer Premio - Bába de Zuzana Kirchnerová
- Segundo Premio - Goodbye de Fang Song
- Tercer Premio - Diploma de Yaelle Kayam y Nammae Ui Jip de Jo Sung-hee

Caméra d'or
- Cámara de Oro - Sansón y Dalila de Warwick Thornton[17]
- Distinción especial - Ajami de Scandar Copti

Cortometrajes
- Palma de Oro al mejor cortometraje: Arena de João Salaviza
- Corto mención especial: The Six Dollar Fifty Man de Mark Albiston y Louis Sutherland

### Premios independientes
Premios FIPRESCI
- La cinta blanca de Michael Haneke
- Police, Adjective (Poliţist, Adjectiv) de Corneliu Porumboiu (Un Certain Regard)
- Amreeka de Cherien Dabis (Quincena de realizadores)

Premio Vulcain al artista Técnico
- Premio Vulcain: Aitor Berenguer por Mapa de los sonidos de Tokyo

Jurado Ecuménico
- Premio del Jurado Ecuménico: Looking for Eric de Ken Loach

Semana Internacional de la Crítica
- Gran Premio de la Semana de la Crítica: Adieu Gary de Nassim Amaouche
- Premio SACD: Lost Persons Area de Caroline Strubbe
- Premio ACID/CCAS: Whisper with the wind (Sirta la gal ba) de Shahram Alidi
- Premio de los Jóvenes Críticos: Whisper with the wind (Sirta la gal ba) de Shahram Alidi
- Grand Prix Canal+ al cortometraje: Slitage de Patrik Eklund
- Premio Kodak Discovery al mejor cortometraje: Logorama de François Alaux, Hervé de Crécy, Ludovic Houplain (H5)

Otros premios
- Premio Regards Jeunes: Whisper with the wind (Sirta la gal ba) de Shahram Alidi

Association Prix François Chalais
- Premio François Chalais: Nadie sabe nada de gatos persas de Bahman Ghobadi[20]